# وويسيتش لوبودزينسكي
وويسيتش لوبودزينسكي (Wojciech Łobodziński) ، من مواليد 20 أكتوبر 1982 في بيدغوساز في بولندا ، لاعب كرة قدم بولندي.
يلعب مع نادي فيسلا كراكواف منذ عام 2008.
بدأ باللعب مع منتخب بولندا لكرة القدم في عام 2006.

## روابط خارجية
- وويسيتش لوبودزينسكي على موقع الاتحاد الدولي (مؤرشف)  (الإنجليزية)
- وويسيتش لوبودزينسكي على موقع الاتحاد الأوربي (الإنجليزية)
- وويسيتش لوبودزينسكي على موقع قاعدة بيانات كرة القدم.إي يو (الإنجليزية)
- وويسيتش لوبودزينسكي على موقع ناشيونال فوتبول تيمز (الإنجليزية)
- وويسيتش لوبودزينسكي على موقع Soccerway.com (الإنجليزية)
- وويسيتش لوبودزينسكي على موقع عالم كرة القدم.نت (الإنجليزية)